# Mossestenkrypare
Mossestenkrypare (Lithobius calcaratus) är en mångfotingart som beskrevs av Carl Ludwig Koch 1844. Mossestenkrypare ingår i släktet Lithobius och familjen stenkrypare. Arten är reproducerande i Sverige. Inga underarter finns listade i Catalogue of Life.